# Kokomo Murase
Kokomo Murase (村瀬 心椛, Murase Kokomo), née le 7 novembre 2004 à Gifu (préfecture de Gifu), est une snowboardeuse japonaise spécialiste du slopestyle et du Big air. Elle remporte le bronze en Big air aux Jeux olympiques d'hiver de 2022.

## Biographie
En 2018, elle devient la plus jeune médaillée d'or aux Winter X Games XXIV en remportant le Big air à l'âge de 13 ans.
Lors des Jeux olympiques d'hiver de 2022, Murase remporte la médaille de bronze en Big air derrière Anna Gasser et Zoi Sadowski-Synnott et devient la plus jeune Japonaise médaillée aux Jeux d'hiver. Elle participe également à l'épreuve de slopestyle où elle termine 10e.

## Palmarès

### Jeux olympiques
- Médaille de bronze en big air aux Jeux olympiques d'hiver de 2022 à Pékin.

### Championnats du monde
- Championnats du monde 2025 à Engadine (Suisse) :
  -  Médaillé d'or en big air.
  -  Médaille d'argent en slopestyle.

### Coupe du monde
- 2 gros globes de cristal[4] :
  - Vainqueur du classement freestyle en 2022 et 2024.
- 2 petits globes de cristal[4] :
  - Vainqueur du classement slopestyle en 2022 et 2024.
- 17 podiums dont 7 victoires[5].

#### Détails des victoires
| Épreuve / Édition | Big air               | Slopestyle              |
| ----------------- | --------------------- | ----------------------- |
| 2021-2022         | Coire                 | Calgary Špindlerův Mlýn |
| 2023-2024         | Coire Copper Mountain | Tignes                  |
| 2024-2025         |                       | Cardrona                |